# Hydroperla phormidia
Hydroperla phormidia is een steenvlieg uit de familie Perlodidae. De wetenschappelijke naam van de soort is voor het eerst geldig gepubliceerd in 1981 door Ray & Stark.